# کلود اترلی
کلود رابرت اترلی (انگلیسی: Claude Eatherly; ۲ اکتبر ۱۹۱۸ – ۱ ژوئیهٔ ۱۹۷۸) فرد نظامی اهل ایالات متحده آمریکا بود.
وی همچنین برندهٔ جوایزی همچون نشان هوایی شده است.
کلود ایترلی، خلبان آمریکایی که در بمباران اتمی هیروشیما نقش داشت، پس از سال‌ها دستگیری به دلیل جرایم کوچک، به یک فعال ضد هسته‌ای سرشناس تبدیل شد.

## بررسی اجمالی
بمب اتمی وحشیانه‌ترین و مرگبارترین سلاحی بود که تاکنون توسط نبوغ بشر ساخته شده است - فناوری‌ای که قدرت این معدود افراد و هواپیماها را تا حدی فراتر از هر مقیاس قابل درک چند برابر کرد. تنها در هیروشیما، حدود ۷۰۰۰۰ نفر فوراً کشته شدند -  در این حمله ها خلبانان در بالای هواپیمای خود، قادر به درک کامل یا تحمل مسئولیت مأموریتی که برای اجرای آن انتخاب شده بودند، نبودند. حدود یک ساعت پس از انفجار بمب هسته‌ای بر فراز هیروشیما، ابری قارچی شکل به هوا برخاست. در دهه‌های بعد، تنها یکی از ۹۰ نظامی که در ماموریت‌های بمباران اتمی شرکت داشتند، سرگرد کلود ایترلی، علناً اعلام کرد که از کاری که انجام داده پشیمان است. ایترلی، که در آن زمان یک تگزاسی ۲۶ ساله و خوش‌برخورد بود، خلبان هواپیمای هواشناسی پیشرفته‌ای بود که وظیفه ارزیابی دید هدف بر فراز هیروشیما را بر عهده داشت و دستور پرتاب بمب در آن روز را صادر کرد. نقش او در این بمباران تا آخر عمرش او را آزار داد. یترلی پیامی برای مردم هیروشیما فرستاد. ایترلی به اندرز گزارش داد: «من به آنها گفتم که من سرگردی بودم که دستور نابودی هیروشیما را دادم، که نمی‌توانم این عمل را فراموش کنم و گناه این عمل رنج زیادی را برای من به ارمغان آورده است. از آنها خواستم مرا ببخشند.» سی «دختر